# ميتش برينان
ميتش برينان (بالإنجليزية: Mitch Brennan)‏ هو لاعب دوري الرغبي أسترالي، ولد في 30 أكتوبر 1954.